# Time 100: Danh sách nhân vật ảnh hưởng nhất trên thế giới năm 2004
Danh sách nhân vật ảnh hưởng nhất trên thế giới năm 2004 là một bản danh sách bình chọn những nhân vật ảnh hưởng đến thế giới trong năm 2004 do tạp chí TIME (Mỹ), công bố vào năm 2004

## Nhân vật của năm 2004
- George W. Bush

## Những nhà lãnh đạo và những nhà cách mạng
- George W. Bush
- Hồ Cẩm Đào
- Luiz Inácio Lula da Silva
- Ali Husaini Sistani
- Toshihiko Fukui
- Abu al-Zarqawi
- Kofi Annan
- Condoleeza Rice
- Recep Tayyip Erdogan
- John Abizaid
- Kim Jong Il
- Bill Gates
- Pope John Paul II
- Atal Bihari Vajpayee
- John Kerry
- Luisa Diogo
- Vladmir Putin
- Wu Yi
- Osama bin Laden
- The Clintons

## Những người nổi tiếng trong thế giới nghệ thuật và giải trí
- Mark Burnett
- Frank Gehry
- John Galliano
- Peter Jackson
- Nicholas Hytner
- Simon Cowell
- OutKast
- Norah Jones
- Jerry Bruckheimer
- J.K. Rowling
- Ken Kutaragi
- Bruce Nauman
- Katie Couric
- Charlie Kaufman
- Hideo Nakata
- Aishwarya Rai
- Ferran Adrià
- Nicole Kidman
- Sean Penn
- Guy Laliberté

## Những nhà xây dựng và những nhà sáng tạo
- Lee Scott
- Carly Fiorina
- Abigail Johnson
- David Neeleman
- Rupert Murdoch
- Lindsay Owen-Jones
- Howard Schultz
- Azim Premji
- Warren Buffett
- Michael Dell
- Al-Jazeera
- Lord John Browne
- Hiroshi Okuda / Fujio Cho
- Sergei Brin / Larry Page
- Bernard Arnault
- Sepp Blatter
- Belinda Stronach
- Meg Whitman
- Daniel Vasella
- Steve Jobs

## Những nhà khoa học và những nhà tư tưởng
- Edward Witten
- Steven Pinker
- Eric Lander
- Korean Cloners
- Paul Ridker
- Hernando de Soto
- Jeff Sachs
- Linus Torvalds
- Niall Ferguson
- Bernard Lewis
- Tariq Ramadan
- Jürgen Habermas
- Samantha Power
- Sandra Day O'Connor
- Jill Tarter
- Julie Garberding
- Joschka Fischer
- Bjorn Lomborg
- Jong-Wook Lee
- Louise Arbor

## Những người hùng và những thần tượng
- Nelson Mandela
- Aung San Suu Kyi
- Queen Rania of Jordan
- Shirin Ebadi
- Bono
- Bernard Kouchner
- Bill Bellichick
- David Beckham
- Lance Armstrong
- Yao Ming
- John Bogle
- Mel Gibson
- Arthur Agatston
- Dalai Lama
- Tiger Woods
- Paula Radcliffe
- Oprah Winfrey
- Arnold Schwarzenegger
- Evan Wolfson
- B.K.S. Iyengar